# ابن استبی
ابن فیسک استبی (متولد ۲۲ می ۱۹۹۵) از پیشگامان توسعه گرافیک کامپیوتری، انیماتور و مدیر فنی پروژه‌های انیمیشنی است. او جر چهار نفر نخستی است که در پیکسار مشغول به کار شدند. استبی به همراه جان لستر موفقیت‌های زیادی در اولین انیمیشن‌های کوتاه پیکسار مانند چراغ مطالعه کوچک‌تر (به انگلیسی: Luxo Jr.) کسب کردند.
استبی در هامپتون، کانکتیکات، ایالات متحد آمریکا متولد شد. دوران تحصیلی اش را در مدرسه پومفات و کالج واسر گذراند. او اکنون معاون بخش نرم‌افزاری پیکسار است. او به همراه سه نفر از همکاران اش در ۱۹۹۸ برنده جایزه علمی و مهندسی آکادمی اسکار شد. به علاوه او به عنوان مدیر بخش مدل سازی در انیمیشن‌های مختلفی مثل ماشین‌ها، شرکت هیولاها و داستان اسباب‌بازی همکاری داشته‌است.